# Roswitha Haring
Pour les articles homonymes, voir Haring.
Roswitha Haring, née le 9 octobre 1960 à Leipzig, est une romancière allemande qui vit à Cologne.
Ein Bett aus Schnee (Un lit de neige), dans lequel une fillette raconte sa vie quotidienne dans l'Allemagne de l'Est et ses premières vacances à la montagne chez un oncle, a reçu le prix Aspekte (de) pour le meilleur premier livre en 2003 et le prix Kammweg (Literaturförderpreis des Kulturraumes Erzgebirge-Mittelsachsen) en 2006.

## Sélection de publications
- Ein Bett aus Schnee, Ammann, Zürich, 2003 (traduction française : Un lit de neige, C. Bourgois, Paris, 2005)
- Das halbe Leben, Ammann, Zürich, 2007
- Stadt, Tier, Raum, Sprungturm-Verl., Köln, 2013